# Daniel Mąka
Daniel Mąka, né le 30 avril 1988 à Varsovie, est un ancien footballeur polonais. Il évoluait au poste d'attaquant.

## Carrière
- 2005-2010 :  Polonia Varsovie
  - 2010-2011 :  BBT Nieciecza (prêt)
- 2011-2012 :  Polonia Bytom
- 2012-2013 :  Zawisza Bydgoszcz
- 2013-2014 :  GKS Tychy
- 2014-2016 :  Bytovia Bytów
- 2016- :  Widzew Łódź